# Théa Greboval
Théa Greboval (Dieppe, 5 aprile 1997) è una calciatrice francese, difensore del Paris FC.

## Carriera
Oltre alla carriera di calciatrice Greboval nel 2020 si è diplomata in fisioterapia, professione che non esclude poter praticare alla fine del suo percorso sportivo.

### Club
Greboval nasce e cresce con la famiglia a Dieppe, capoluogo del dipartimento della Senna Marittima, in Normandia, appassionandosi al gioco del calcio fin da giovanissima e iniziando la carriera nell'FC Offranville, club della omonima cittadina vicina alla città natia, giocando nelle sue formazioni giovanili mista. All'età di 14 anni si trasferisce al più importante club, il Dieppe, per tornare però a Offranville dopo pochi mesi.
Nell'estate del 2012 l'Hénin-Beaumont, a quel tempo club iscritto al campionato di Division 2 Féminine, l'ha portata nel nord della Francia, impiegandola inizialmente nel Challenge National Féminin U19, il campionato riservato a formazioni Under-19, tuttavia il tecnico Yannick Ansart decide di inserirla in rosa, nel ruolo di centrocampista, anche con la prima squadra, con la quale debutta il 10 marzo 2013, all'11ª giornata di campionato, nella vittoria in trasferta per 3-1 con l'Épinal. Quella stessa stagione festeggia con le compagne la conquista del primo posto nel gruppo A e il conseguente ritorno in Division 1 dopo una sola stagione in cadetteria. Dalla stagione successiva Ansart decide di concedere la massima fiducia a Greboval, impiegandola con continuità fin dalla 1ª giornata di campionato a facendola partire titolare in 21 dei 22 incontri disputati. Il debutto in D1 avviene il 1º settembre 2013, nella sconfitta interna per 4-0 con l'Olympique Lione. La stagione dell'Hénin-Beaumont si rivela difficile, con la squadra che non riesce a staccarsi dalla parte bassa della classifica e che a fine campionato si classifica al decimo posto, a 43 punti e stessi risultati del Saint-Étienne, che però guadagna la salvezza in virtù della migliore differenza reti rispetto alle avversarie.
Durante la sessione estiva di calciomercato Greboval decide di trasferirsi al più blasonato FCF Juvisy, club interamente femminile due volte campione di Francia e che negli ultimi campionati era sempre rimasto ai vertici della classifica, per indossare la casacca bianconera dalla stagione 2014-2015 assieme agli altri nuovi acquisti Aude Moreau e Romane Bruneau. Oltre a continuare la sua attività nella formazione Under-19, dalla sua prima stagione è anche a disposizione del tecnico della prima squadra Pascal Gouzenes, che decide di farla debuttare in campionato alla 2ª giornata, il 7 settembre 2014, scendendo in campo da titolare nell'incontro casalingo vinto 3-1 sull'Issy.
Nel 2017, in occasione dell'acquisizione da parte del Paris Football Club del Juvisy, entra a far parte della neocostituita sezione femminile di quest'ultimi.
Nella stagione 2024-2025 contribuisce alla vittoria della sua prima coppa di Francia, che coincide anche con la prima affermazione del club in assoluto in una competizione.

### Nazionale
Greboval viene convocata per la prima volta dalla Federcalcio francese nel 2013, inizialmente per indossare la maglia della formazione Under-16, disputando due amichevoli l'8 e 9 aprile rispettivamente con le pari età di Turchia, vittoria per 3-0, e Inghilterra, vittoria 4-1.
Tra il settembre e l'ottobre 2014 è, assieme alla nuova compagna Romane Bruneau, tra le 38 calciatrici convocate dal tecnico federale Gilles Eyquem per uno stage con la formazione Under-19 al Centre technique national Fernand Sastre di Clairefontaine-en-Yvelines, tuttavia Eyquem decide di testarne il rendimento in tre amichevoli all'inizio dell'anno successivo prima di inserirla in rosa con la squadra che affronta la fase élite di qualificazione all'Europeo di Israele 2015, debuttandovi il 6 marzo 2015, nell'incontro vinto 5-0 sull'Islanda, e giocando anche le due successive partite del girone. Dopo che le Bluettes sono riuscite a conquistare l'accesso alla fase finale Eyquem decide di inserirla nella squadra in partenza per la nazione mediorentale, scendendo in campo in tutti i quattro incontri giocati dalla sua nazionale fino alla semifinale persa ai rigori con la Spagna.

## Statistiche

### Presenze e reti nei club
Statistiche aggiornate al 27 aprile 2025.
| Stagione              | Squadra               | Campionato            | Campionato | Campionato | Coppe nazionali | Coppe nazionali | Coppe nazionali | Coppe continentali | Coppe continentali | Coppe continentali | Altre coppe | Altre coppe | Altre coppe | Totale | Totale |
| Stagione              | Squadra               | Comp                  | Pres       | Reti       | Comp            | Pres            | Reti            | Comp               | Pres               | Reti               | Comp        | Pres        | Reti        | Pres   | Reti   |
| --------------------- | --------------------- | --------------------- | ---------- | ---------- | --------------- | --------------- | --------------- | ------------------ | ------------------ | ------------------ | ----------- | ----------- | ----------- | ------ | ------ |
| 2012-2013             | Hénin-Beaumont        | D2                    | 3          | 1          | CF              | 1               | 0               | -                  | -                  | -                  | -           | -           | -           | 4      | 1      |
| 2013-2014             | Hénin-Beaumont        | D1                    | 22         | 0          | CF              | -               | -               | -                  | -                  | -                  | -           | -           | -           | 22     | 0      |
| Totale Hénin-Beaumont | Totale Hénin-Beaumont | Totale Hénin-Beaumont | 25         | 1          | -               | 1               | 0               | -                  | -                  | -                  | -           | -           | -           | 26     | 1      |
| 2014-2015             | FCF Juvisy            | D1                    | 8          | 0          | CF              | -               | -               | -                  | -                  | -                  | -           | -           | -           | 1      | 0      |
| 2015-2016             | FCF Juvisy            | D1                    | 13         | 1          | CF              | 2               | 0               | -                  | -                  | -                  | -           | -           | -           | 19     | 1      |
| 2016-2017             | FCF Juvisy            | D1                    | 19         | 3          | CF              | 3               | 0               | -                  | -                  | -                  | -           | -           | -           | 17     | 1      |
| Totale FCF Juvisy     | Totale FCF Juvisy     | Totale FCF Juvisy     | 40         | 4          | -               | 5               | 0               | -                  | -                  | -                  | -           | -           | -           | 45     | 4      |
| 2017-2018             | Paris FC              | D1                    | 13         | 0          | CF              | 0               | 0               | -                  | -                  | -                  | -           | -           | -           | 13     | 0      |
| 2018-2019             | Paris FC              | D1                    | 13         | 1          | CF              | 1               | 0               | -                  | -                  | -                  | -           | -           | -           | 14     | 1      |
| 2019-2020             | Paris FC              | D1                    | 9          | 0          | CF              | -               | -               | -                  | -                  | -                  | -           | -           | -           | 9      | 0      |
| 2020-2021             | Paris FC              | D1                    | 19         | 2          | CF              | 1               | 0               | -                  | -                  | -                  | -           | -           | -           | 20     | 2      |
| 2021-2022             | Paris FC              | D1                    | 22         | 2          | CF              | 3               | 0               | -                  | -                  | -                  | -           | -           | -           | 25     | 2      |
| 2022-2023             | Paris FC              | D1                    | 22         | 2          | CF              | 1               | 0               | UWCL               | 2                  | 0                  | -           | -           | -           | 25     | 2      |
| 2023-2024             | Paris FC              | D1                    | 19+2       | 0          | CF              | 3               | 0               | UWCL               | 9                  | 1                  | -           | -           | -           | 33     | 1      |
| 2024-2025             | Paris FC              | PL                    | 16         | 1          | CF              | 3               | 0               | UWCL               | 3                  | 0                  | -           | -           | -           | 22     | 1      |
| Totale Paris FC       | Totale Paris FC       | Totale Paris FC       | 135        | 8          | -               | 12              | 0               | -                  | 14                 | 1                  | -           | -           | -           | 161    | 9      |
| Totale carriera       | Totale carriera       | Totale carriera       | 200        | 13         | -               | 18              | 0               | -                  | 14                 | 1                  | -           | -           | -           | 232    | 14     |

## Palmarès

### Club
- Campionato francese di seconda divisione: 1

Hénin-Beaumont: 2012-2013
- Coppa di Francia: 1

Paris FC: 2024-2025

### Nazionale
- Campionato europeo femminile under 19 di calcio: 1

2016